# Pianfei
Pianfei (piemontiul: Pianfèj) település Olaszországban, Piemont régióban, Cuneo megyében. Lakosainak száma 2085 fő (2023. január 1.). Pianfei Chiusa di Pesio, Margarita, Mondovì, Roccaforte Mondovì és Villanova Mondovì községekkel határos.

## Népesség
A település lakossága az elmúlt években az alábbi módon változott:
| Lakosok száma | 2174 | 2129 | 2085 |
|               | 2017 | 2018 | 2023 |